# Fińscy posłowie do Parlamentu Europejskiego 2014–2019
Fińscy posłowie VIII kadencji do Parlamentu Europejskiego zostali wybrani w wyborach przeprowadzonych 25 maja 2014.

## Lista posłów
Wybrani z listy Partii Koalicji Narodowej
- Sirpa Pietikäinen
- Petri Sarvamaa[1]
- Henna Virkkunen

Wybrani z listy Partii Centrum
- Anneli Jäätteenmäki
- Elsi Katainen, poseł do PE od 1 marca 2018
- Mirja Vehkaperä, poseł do PE od 12 czerwca 2018

Wybrani z listy Perussuomalaiset
- Jussi Halla-aho
- Pirkko Ruohonen-Lerner, poseł do PE od 27 kwietnia 2015

Wybrane z listy Socjaldemokratycznej Partii Finlandii
- Liisa Jaakonsaari
- Miapetra Kumpula-Natri

Wybrana z listy Ligi Zielonych
- Heidi Hautala

Wybrany z listy Szwedzkiej Partii Ludowej
- Nils Torvalds

Wybrana z listy Sojuszu Lewicy
- Merja Kyllönen

Byli posłowie VIII kadencji do PE
- Olli Rehn (z listy Partii Centrum), do 26 kwietnia 2015
- Sampo Terho (z listy Perussuomalaiset), do 26 kwietnia 2015
- Hannu Takkula (z listy Partii Centrum), od 27 kwietnia 2015 do 28 lutego 2018
- Paavo Väyrynen (z listy Partii Centrum), do 11 czerwca 2018